# Stictoptera patagialis
Stictoptera patagialis là một loài bướm đêm trong họ Noctuidae.